# Calliphora gressitti
Calliphora gressitti är en tvåvingeart som beskrevs av Hiromu Kurahashi 1971. Calliphora gressitti ingår i släktet Calliphora och familjen spyflugor. Inga underarter finns listade i Catalogue of Life.